# Círculo de Bellas Artes
El Círculo de Bellas Artes (CBA, Cercle de Belles Arts en català) és una entitat cultural privada sense ànim de lucre localitzada a Madrid i fundada el 1880. Des de 1921 està declarat centre de protecció de les Belles Arts i d'Utilitat Pública. És un centre multidisciplinari, s'hi desenvolupen activitats que abasten des de les arts plàstiques fins a la literatura passant per la ciència, la filosofia, el cinema o les arts escèniques. Des de la seva creació, ha desenvolupat una important tasca d'abast internacional en el camp de la creació, la difusió i la gestió cultural.

## Història
El CBA es va fundar el 1880 gràcies als esforços d'un reduït grup d'artistes. Durant els primers anys del segle xx, van passar per la directiva de la institució personatges rellevants de la vida social i cultural de l'època-com el Premi Nobel Jacinto Benavente o el comediògraf Carlos Arniches -, mentre el jove Picasso assistia com alumne a les classes de pintura i Ramón María del Valle-Inclán freqüentava els seus salons.
El 1983 es va produir un autèntic procés de refundació del CBA, gràcies a l'impuls de l'Associació d'Artistes Plàstics, que agrupava a alguns dels més importants creadors espanyols. El CBA es va obrir al públic madrileny i als corrents culturals internacionals i va iniciar un procés d'expansió i reorganització.

## Patrimoni
Les diverses activitats que al llarg del temps han tingut lloc al CBA han generat un important i variat fons patrimonial. La seu del CBA, és obra de l'arquitecte Antonio Palacios. L'edifici, situat a la confluència dels carrers Alcalá i Gran Via, va ser declarat Monument Històric Artístic Nacional el 1981.
D'altra banda, el CBA té un considerable patrimoni artístic: més de 1.200 peces de pintura, escultura, gravat, dibuix i ceràmica, així com nombrosos objectes de mobiliari. Al seu torn, el fons bibliogràfic i documental del CBA conté el llegat de la galerista Juana Mordó amb més de 3.000 llibres i una col·lecció de 150 llibres autògrafs. A més, el CBA compta amb un gran fons de revistes de temàtica artística i una notable col·lecció de documents històrics.

## Organització i finançament
El president i la Junta Directiva són els encarregats d'escollir la plantilla d'empleats al capdavant de la qual hi ha el director de la institució.
El finançament del CBA és mixt. D'una banda hi ha un Consorci els membres realitzen diferents aportacions econòmiques a l'entitat i que en l'actualitat està integrat per la Comunitat de Madrid, el Ministeri de Cultura, l'Ajuntament de Madrid, Caja Duero i Iberia Línies Aèries d'Espanya. D'altra banda, el CBA acorda col·laboracions i convenis específics amb altres institucions públiques i empreses privades.

## Premis
- 1921 Associació declarada "centre de protecció a les Belles Arts i d'Utilitat Pública"
- 1980 Medalla d'Or al Mèrit en les Belles Arts del Ministeri de Cultura i de la Reial Acadèmia de Belles Arts de San Fernando.
- 1981 Edifici social declarat "monument artístic" de caràcter nacional.
- 1981 Medalla d'Or d'Unicef.
- 1999 Premi Liber a la promoció del llibre i la lectura (Federació del Gremi d'Editors d'Espanya).
- 2002 Medalla d'Or de l'Ajuntament de Madrid.
- 2005 Medalla d'Or de la Comunitat de Madrid per la trajectòria cultural del Cercle de Belles Arts en el seu 125 Aniversari.